# Moszek Helman
Moszek Leib Helman (ur. 27 kwietnia lub 28 kwietnia 1873 w Łodzi, zm. 11 grudnia 1957 w Tel Awiwie) – żydowski przedsiębiorca związany z Łodzią, radny miejski, poseł na Sejm I kadencji. 

## Życiorys
Urodził się w rodzinie kupieckiej w Łodzi. Po ukończeniu gimnazjum podjął pracę w rodzinnym przedsiębiorstwie. Od 1896 działał w organizacji Mizrachi, będąc szefem jej łódzkiego oddziału, zasiadał również w jej władzach centralnych. Od 1917 wykonywał mandat radnego miasta Łodzi, jednak w 1923 został usunięty z rady w związku z wykryciem nieprawidłowości w jego działalności zawodowej.
Był dyrektorem Towarzystwa Kredytowego Łódzkiego oraz przewodniczącym Stowarzyszenia Właścicieli Nieruchomości. W latach 1922–1927 zasiadał w Sejmie II RP I kadencji jako reprezentant okręgu Piotrków Trybunalski. 
W 1932 wyjechał do Izraela.